# Тодор Божинов (учител)
Тодор Божинов е български просветен деец от ранното Българско възраждане в Източна Македония.

## Биография
Роден е в светиврачкото село Дебрене в 1854 година. Учи в Дебрене при Ризо Панев, след което в Мелнишкото гръцко училище, където получава езикова, литературна и педагогическа подготовка. Връща се в Дебрене и работи като килиен учител.
Умира в 1944 година и е погребан до църквата „Света Неделя“.